# Tvins
Tvins är ett företag som ägs av Thane Direct som sänder programblock i ett flertal nordiska TV-kanaler sedan 2004. Den 12 juni 2010 öppnade Tvins sin första butik i Malmö, Sverige. Programblocket Tvins är ett TV-inslag av typen infomercial, i programblocket visas man upp varor och uppmanar tittarna att beställa produkterna, ofta har möjlighet att delbetala mot ränta.

## TV-kanaler
Programblocket sänds för närvarande i dessa TV-kanaler.

### Sverige
- TV3
- TV4
- TV4 Fakta
- TV4 Film
- TV4 Guld
- TV4 Komedi
- TV4 Plus
- TV4 Science Fiction
- TV4 Sport
- Kanal 5
- TV6
- TV 7
- TV8
- Kanal 9
- TV11
- Star!

### Danmark
- Kanal 4
- Kanal 6
- Canal9
- Star!

### Finland
- MTV3
- Nelonen
- Sub
- Jim
- Liv
- Star!
- Urheilukanava

### Norge
- TV2 Norge
- TV3 Norge
- Viasat4
- FEM
- Star!